# Pseudoblothrus
Pseudoblothrus es un género de pseudoscorpiones de la familia Syarinidae. Se distribuyen por Europa.

## Especies
Según Pseudoscorpions of the World 1.2:
- Pseudoblothrus ellingseni (Beier, 1929)
- Pseudoblothrus ljovuschkini Krumpál, 1984
- Pseudoblothrus oromii Mahnert, 1990
- Pseudoblothrus peyerimhoffi (Simon, 1905)
- Pseudoblothrus regalini Inzaghi, 1983
- Pseudoblothrus roszkovskii (Redikorzev, 1918)
- Pseudoblothrus strinatii Vachon, 1954
- Pseudoblothrus thiebaudi Vachon, 1969
- Pseudoblothrus vulcanus Mahnert, 1990

## Publicación original
- Beier, 1931: Zur Kenntnis der troglobionten Neobisien (Pseudoscorp.). Eos, Madrid, vol. 7, pp. 9-23.